# La banda dei tre
La banda dei tre è un film italiano del 2019 diretto da Francesco Dominedò.
Il film è stato tratto dall'omonimo romanzo di Carlo Callegari.

## Trama
Sul punto di sequestrare un'ingente quantità di droga, Bambola, un poliziotto sotto copertura, vede sfumare i suoi piani a causa dell'intervento d'una banda di malviventi russi, uno dei quali muore nel corso d'una sparatoria. Bambola non può far altro che chiedere aiuto a Tony e Silvano, proprio i due criminali che doveva incastrare.